# Сеньково (станция)
Сеньково — станция на железнодорожной линии Ковров — Дзержинск. Расположена в посёлке Сеньково Владимирской области.

## История
Эта станция была стратегически важной при перегоне Ковров — Вязники, так как в 60-е годы ходило большое количество поездов дальнего следования. Поэтому чтобы разгрузить Вязниковский вокзал было принято решение построить дополнительную станцию рядом с городом. После этого, всем электропоездам добавили остановку по станции Сеньково, а на вокзале Вязники они не останавливались.

## Будущее станции
В связи с расширением и разгрузкой вокзала в Вязниках, принято решение о строительстве дополнительной платформы для поездов дальнего следования. Третья платформа будет длиннее остальных на 1,5-2 метра и будет находиться, согласно плану, в 5 метрах правее (от платформы в сторону Нижнего Новгорода). В октябре 2015 года получен проект строительства. Начало строительства намечено на ноябрь 2018 года. В октябре 2018 года строительство было отложено на май 2020 года. Ввести в эксплуатацию третью платформу планируется в конце 2022 года. На платформе будут останавливаться два поезда дальнего следования: № 145/146 «Санкт-Петербург — Челябинск» и № 087/088 «Адлер — Нижний Новгород».
Станция Сеньково уже давно не станция, а остановочный пункт. Никакого строительства там нет и не предвидится. А реконструкция 1 и 2 платформ
```
была в рамках организации скоростного движения поездов Москва - нижний Новгород.
```

## Расписание
До 2002 года на станции останавливались поезда дальнего следования. С 2003 года на станции Сеньково курсируют только электропоезда. Но платформы для поездов дальнего следования остались, и это одна немногих станций с платформой 200 метров на участке Ковров — Дзержинск.
На данный момент на станции курсируют пригородные поезда (по состоянию на ноябрь 2018 года) до Владимира на западе и до Нижнего Новгорода на востоке.